# Işık Koşaner
Sebahattin Işık Koşaner (Esmirna, 5 de dezembro de 1945) é um militar turco, e foi Chefe do Estado-Maior das Forças Armadas da Turquia (em turco:  Türkiye Cumhuriyeti Genelkurmay Başkanlığı).

## Biografia
Işık Koşaner terminou o curso da Academia Militar da Turquia (em turco:  Kara Harp Okulu) em 1966 e o curso da Escola de Infantaria em 1966. Até 1976 serviu em vários contingentes do Exército da Turquia como comandante de pelotão e de companhia e como instrutor na Escola Treino e de Comandos de Montanha em Eğirdir. Em 1974 participou como comandante de pelotão da Brigada de Comandos Turca na Operação Átila, cujo objetivo oficial era a proteção dos cipriotas turcos dos ataques das forças paramilitares da EOKA-B grecocipriota e prevenir a anexação do Chipre pela Grécia ( plano Enosis), operação que culminaria na invasão turca de Chipre.
Em 1978 graduou-se no equivalente turco do Instituto de Estudos Superiores Militares português. Posteriormente graduou-se no Colégio de Defesa da OTAN e foi oficial de comando no quartel-general das Forças Aliadas da Europa do Sul da OTAN (em inglês:  Allied Forces Southern Europe, AFSOUTH, atualmente designado Allied Joint Force Command Naples, JFC Naples), em Nápoles, Itália. Koşaner foi depois colocado no Comando do Departamento de Planeamento e Coordenação de Logística do 3º Exército turco.
Depois de se graduar no Royal College of Defence Studies (RCDS, Colégio Real de Estudos de Defesa), em Londres, chefiou a divisão de estratégia do Departamento de Estratégia e Planeamento de Forças do Estado-Maior Turco em Ancara. Como coronel comandou o 131º Regimento na 8ª Divisão de Infantaria do exército turco antes de ser nomeado comandante das Forças de Operações Especiais no Estado-Maior em Ancara. Em 1992 foi promovido a general de brigada e comandou o Departamento de Paneamento Logístico antes de comandar a 1ª Brigada de Comandos. Em 1996 foi promovido a major-general e nomeado comandante da Academia Militar. Em 2000 foi promovido a tenente-general e serviu no Subsecretário do Ministério da Defesa e como comandante das forças turcas de manutenção da paz no Chipre do Norte.
Em 2004 Koşaner foi promovido a general e comandou o Exército do Egeu. Posteriormente foi nomeado Vice-chefe do Estado-Maior das Forças Armadas (em turco: Türkiye Cumhuriyeti Genelkurmay Başkanlığı). Em 2006 foi nomeado comandante da Gendarmaria (em turco: Jandarma), a polícia militarizada turca. Em 30 de agosto de 2008 foi nomeado Chefe do Estado-Maior do Exército e em 30 de agosto de 2010 ascendeu a Chefe do Estado-Maior das Forças Armadas da Turquia, cargo do qual se demitiu em 29 de julho de 2011, após atritos com o primeiro-ministro Recep Tayyip Erdogan.
Işık Koşaner é casado com Nurdan Koşaner e tem dois filhos.

## Condecorações
- Medalha de Bravura e Valor das Forças Armadas da Turquia
- Medalha de Serviços Distintos das Forças Armadas da Turquia
- Medalha de Bravura e Valor em Chipre das Forças Armadas da Turquia
- Medalha de Segurança Nacional da Coreia do Sul
- Legião de Mérito e Ordem de Distinção o Paquistão (Pakistani Nishan-i Imtiaz)